# Con d'escòria

Representació esquemàtica de l'estructura interna d'un típic con d'escòria.

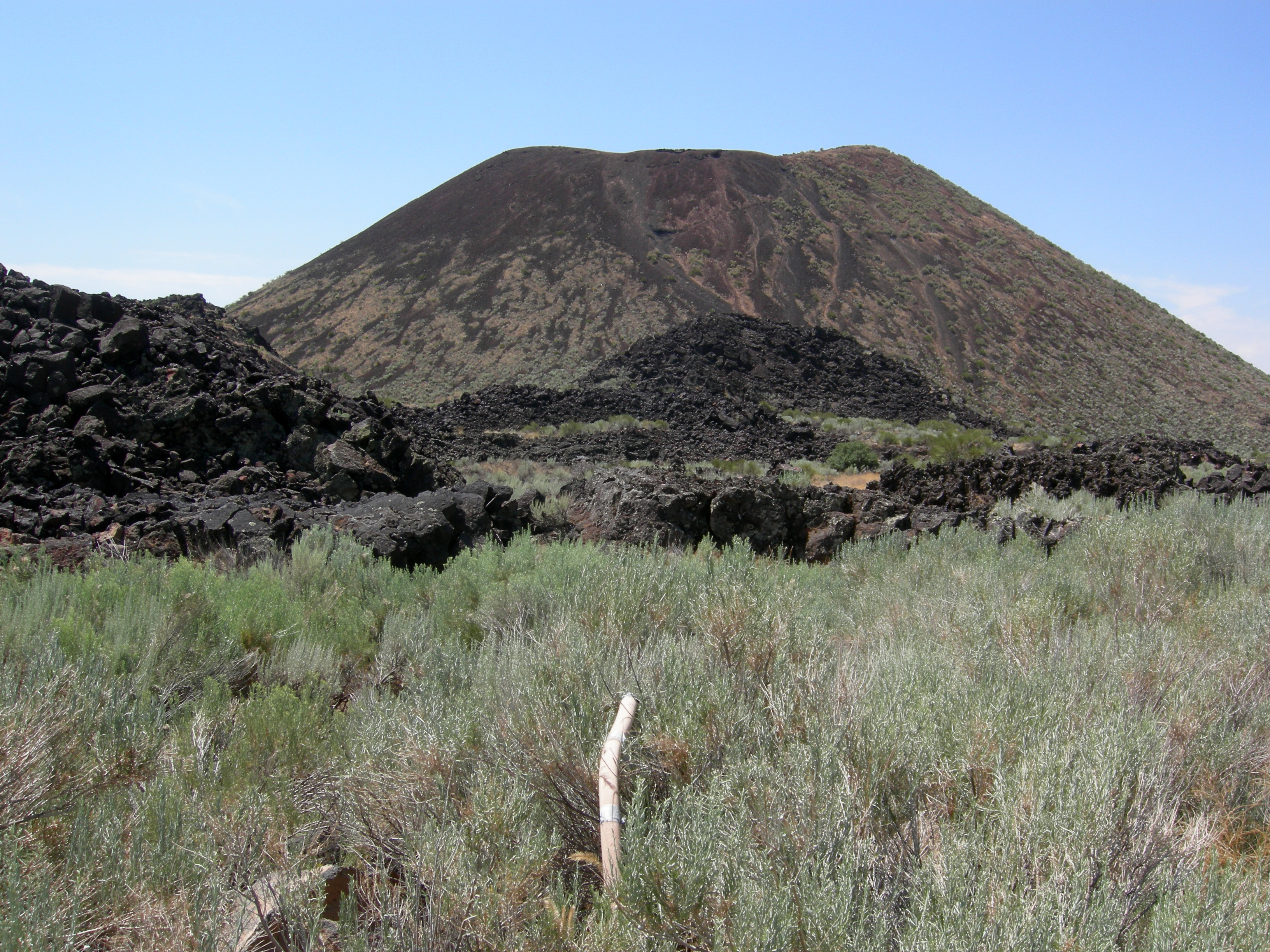
Vista exterior.

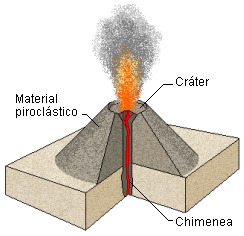
Esquema d'un con d'escòria.

Un con d'escòria és un monticle cònic de fragments volcànics que s'acumulen al voltant i pendent avall d'una xemeneia volcànica. Els fragments de roca, en general anomenats escòria, són vidriosos i contenen moltes bombolles de gas "atrapades" quan el magma explota en l'aire i es refreda ràpidament. L'altura dels cons d'escòria pot variar entre deu a centenars de metres.

## Estructura
Molts cons d'escòria posseeixen un cràter amb forma de bol en la seva cúspide. Els cons d'escòria en general expel·leixen fluxos de lava, de vegades mitjançant una fissura en un costat del cràter o per una xemeneia situada en el seu flanc. Si una paret del cràter es troba completament trencada, les altres formen un amfiteatre o forma de ferradura al voltant de la xemeneia. En molt rares ocasions surt la lava per l'extrem superior del con, perquè les escòries soltes i disgregades de les parets són massa febles per a suportar la pressió que exerceix la roca fosa en ascendir cap a la superfície per la xemeneia central.

## Distribució
És comú trobar cons d'escòria en les vessants d'escuts volcànics, estratovolcans i calderes volcàniques. Per exemple, els geòlegs han identificat al voltant de cent cons als voltants del Mauna Kea, un volcà en escut situat a Hawái.

## Cons notables
Probablement el con d'escòria més famós sigui Paricutín, que va créixer en un camp de blat de moro a Mèxic durant l'any 1943 a partir d'una xemeneia. Les erupcions van continuar durant nou anys, formant-se un con de 424 metres d'altura, i produint fluxos de lava que van cobrir una àrea 25 km².
El con d'escòria que ha estat més actiu històricament és Turó Negre a Nicaragua. Ell mateix, forma part d'un grup de quatre joves cons d'escòria al nord-oest del volcà Les Piles. Des del seu naixement el 1850, ha tingut més de vint erupcions, les més recents els anys 1992, 1995 i 1999.